# Cricotopus osarudigitatus
Cricotopus osarudigitatus är en tvåvingeart som beskrevs av Sasa 1988. Cricotopus osarudigitatus ingår i släktet Cricotopus och familjen fjädermyggor. Inga underarter finns listade i Catalogue of Life.